# Павловский понтонный мост
Павловский понтонный мост — переправа через реку Оку, расположенная между городом Павлово и рабочим поселком Тумботино, являющаяся частью автодороги Павлово-Тумботино-Гороховец.
Мост работает круглосуточно, проезд бесплатный. Начиная с января 2017 года мост также функционирует и в зимнее время. В дальнейшем предполагается убирать мост только на время ледостава и весеннего половодья, в это время переправа транспорта и людей будет осуществляться на пароме.
Второй по величине понтонный мост в Нижегородской области.

## Технические характеристики
Длина моста 323,4 метра, ширина проезжей части — 6,84 метров, пешеходной части — 1,2 метра. Максимальная допустимая масса транспортного средства — 21 тонна.

## История
Сегодняшний мост является уже четвертым в череде понтонных переправ в городе Павлово. Первые два моста находились примерно в четырёхстах метрах выше по течению, третий был установлен на месте нынешнего.
От первой переправы на сегодняшний день не осталось никаких следов кроме фрагмента булыжной дороги на левом берегу Оки, мост был открыт в начале 1960-х годов и был расположен на месте современной рыбоохраны. Второй мост располагался примерно на 50 метров ниже по течению от первого, оставшиеся береговые укрепления служат сегодня причалом для парома. Третий мост открылся в 1991 году и проработал до 2010 года, проезд для автотранспорта был платный. 25 мая 2011 года был установлен реконструированный на «Городецком судоремонтном заводе» бывший понтонный мост из Мурома, который на прежнем месте работал с 2002 года. Зимой 2015—2016 годов мост прошел модернизацию для возможности эксплуатации в зимнее время.